# Pachyuromys duprasi
Il gerbillo dalla coda grassa (Pachyuromys duprasi Lataste, 1880) è un roditore della famiglia dei Muridi, unica specie del genere Pachyuromys (Lataste, 1880), diffuso nell'Africa settentrionale.

## Descrizione

### Dimensioni
Roditore di piccole dimensioni, con la lunghezza della testa e del corpo tra 95 e 120 mm, la lunghezza della coda tra 55 e 65 mm, la lunghezza del piede tra 22 e 24 mm, la lunghezza delle orecchie tra 12 e 16 mm e un peso fino a 65 g.

### Caratteristiche craniche e dentarie
Il cranio presenta un osso mastoide grande e le bolle timpaniche ingrossate e completamente pneumatizzate. Le creste sopra-orbitali sono ben sviluppate. Sono presenti quattro fori palatali grandi, dei quali i due posteriori sono allargati. Gli incisivi superiori sono attraversati da un solco longitudinale.
Sono caratterizzati dalla seguente formula dentaria:

### Aspetto
La pelliccia è lunga, soffice e setosa. Il corpo è robusto, il muso è appuntito e gli occhi sono grandi. Le parti superiori variano dal grigio-giallastro chiaro al bruno-giallastro, con la base dei peli color ardesia, sono presenti delle macchie bianche dietro ogni orecchio, mentre le parti ventrali sono bianche. La linea di demarcazione lungo i fianchi è netta. Le orecchie sono rotonde, di proporzioni moderate, rosate e con i margini marroni. Le dita delle zampe anteriori sono munite di artigli robusti, tranne il piccolo mignolo, che ne è privo. I piedi sono larghi ed hanno un alluce ridotto e le altre 4 dita della stessa lunghezza. La parte posteriore della pianta è priva di peli. Il dorso delle zampe è rosa. La coda è più corta della testa e del corpo, insolitamente tozza e di forma cilindrica, ricoperta finemente di piccoli peli biancastri e uniformemente color rosa. La sua forma è determinata dall'utilizzo come deposito di grasso.

## Biologia

### Comportamento
È una specie terricola. Costruisce tane profonde fino a un metro. Può occupare tane di altri roditori.

### Alimentazione
Si nutre di insetti e di alcune parti di piante come Anabasis articulata e Artemisia monosperma.

### Riproduzione
Le nascite avvengono tutto l'anno. L'estro dura mediamente una settimana. Le femmine danno alla luce 3-5 piccoli alla volta dopo una gestazione di 19-24 giorni. Vengono svezzati dopo 29 giorni. I maschi raggiungono la maturità sessuale dopo 2 mesi. L'aspettativa di vita in cattività è di 4 anni e 5 mesi.

## Distribuzione e habitat
Questa specie è diffusa nell'Africa settentrionale dalla Mauritania nord-occidentale fino alla Libia centrale e nell'Egitto centro-settentrionale.
Vive nelle zone desertiche e semi-desertiche con la presenza di substrati solidi non sabbiosi.

## Tassonomia
Sono state riconosciute 3 sottospecie:
- P.d.duprasi: Algeria centrale e orientale, Tunisia;
- P.d.faroulti (Thomas, 1920): Algeria occidentale, Marocco, Sahara Occidentale, Mauritania nord-occidentale;
- P.d.natronensis (de Winton, 1903): Libia settentrionale, Egitto centro-settentrionale.

## Conservazione
La IUCN Red List, considerato il vasto areale e la popolazione numerosa, classifica P.duprasi come specie a rischio minimo (Least Concern).

## Rapporto con l'Uomo
Questa specie è sempre più spesso utilizzata come animale da compagnia, poiché è docile e facile da curare.
In cattività questo gerbillo può essere allevato in gerbillario, teca, acquario o box, che va arredato con una ruota chiusa senza griglie.
Ha bisogno di sabbia per cincillà per lavarsi.
Necessita di un profondo strato di lettiera scavabile.
Preferisce vivere da solo.